# Khoảng cách đến tâm thiên hà
Khoảng cách đến tâm thiên hà là khoảng cách từ một ngôi sao đến tâm của một thiên hà. Ví dụ, Mặt Trời của chúng ta cách trung tâm Dải Ngân hà khoảng 27.000 năm ánh sáng (8 kpc). Khoảng cách này cũng dùng để chỉ khoảng cách từ một ngôi sao của thiên hà này tới tâm của thiên hà kia.